# Oregon Route 51
Az Oregon Route 51 (OR-51) egy oregoni állami országút, amely észak–déli irányban a Monmouth belvárosától, a 99W és 194-es utak kereszteződésétől a 22-es út eolai csomópontjáig halad.
Az útvonalat a Monmouth–Independence Highway No. 43 és az Independence Highway No. 193 szakaszok alkotják; utóbbi egykor a 20-as szövetségi országútig futott.

## Leírás
Az útvonal Monmouth központjában, a 194-es úttal átellenben, keleti irányban tér le a 99W pályájáról, majd kelet–észak–kelet irányban halad, közben pedig keresztezi a déli 16. utcát. A szakasz innen a Hoffman és Polk utcákon halad, majd a egy vasúti átjárót követően a következő kereszteződésben, a Willamette-folyó partján a főutcán északra fordul. A hetedik kilométernél, a Rogers úton nyugatra Dallas felé lehet letérni. A pálya végül Eolától egy kilométerre nyugatra, a 22-es út dallasi és McMinnville-i elágazásánál ér véget.
A közlekedési hatóság tervei között szerepel a 20-as út csomópontjának átépítése.